# Каган, Фрид Яковлевич
Фрид Яковлевич Ка́ган — советский хозяйственный, государственный и политический деятель.

## Биография
Родился в 1911 году в Одессе (ныне Украина). Член ВКП(б).
Офицер РККА, младший лейтенант (1934—1937)
С 1931 года — на хозяйственной работе в угольной промышленности УССР.
- 1939 год — заместитель начальника производственно-распорядительного отдела Главугля по комбинату «Сталинуголь».[2]
- В 1943—1948 годы — начальник комбината Ростовуголь.[3][4]
- В 1948—1951 годы — начальник Отдела эксплуатации технического управления Министерства угольной промышленности СССР[4].
- 1957 год — начальник отдела эксплуатации Подмосковного бассейна и Грузинской ССР, начальник управления Тульского и Приокского Совнархозов [5]
- В 1966—1971 годы — заместитель министра угольной промышленности СССР.[6][7]

За коренные усовершенствования методов добычи угля на шахтах треста «Несветайантрацит» комбината «Ростовуголь» и организацию работ в лавах по графику 1 цикл в сутки был в составе коллектива удостоен Сталинской премии за выдающиеся изобретения и коренные усовершенствования методов производственной работы 1951 года.
Жил в Москве.

## Награды
- четыре ордена Трудового Красного Знамени (20.10.1943; 1.9.1948; 26.4.1957; 29.6.1966; 25.8.1971)
- медаль «За трудовую доблесть» (17.2.1939)[2]
- Сталинская премия второй степени (1951) — за коренные усовершенствования методов добычи угля на шахтах треста «Несветайантрацит» комбината «Ростовуголь» и организацию работ в лавах по графику 1 цикл в сутки.